# Александрия (Дубровенский район)
Александри́я (бел. Александры́я; до 1932 года — Редьковщина (бел. Рэ́дзькаўшчына) — деревня в Дубровенском районе Витебской области Беларуси. В составе Волевковского сельсовета.

## География
Ближайшие населённые пункты Котовщина (Дубровенский район Витебская область), Клименты (Краснинский район Смоленская область) и др. 

### Гидрография
Недалеко протекает река Мерея.

## История
В 1910 году в Холбнянской волости Горецкого уезда Могилёвской губернии.

## Население

### Численность
- 2019 год — 4 жителей

### Динамика
- 1910 год — 17 дворов, 60 мужчин, 73 женщин[4]
- 1999 год — 11 жителей (перепись населения)
- 2009 год — 6 жителей (перепись населения)[4]
- 2019 год — 4 жителей (перепись населения)

## Достопримечательность
- На северной окраине деревни размещено воинское захоронение. В братской могиле размерами 10 на 6 метров захоронено 675 военнослужащих, погибших в годы Великой Отечественной войны в районе деревень Александрия (Редьки, Редьковщина), Клименки (Лазаревка), Котовщина (Соловьи). На захоронении с 1965 года установлен железобетонный скульптурный памятник (высота — 3 м). Имеется деревянная ограда[5][6][7].